# Stamford Raffles
Thomas Stamford Bingley Raffles (født 6. juli 1781, død 5. juli 1826) var en britisk kolonibestyrer og handelsmand, der især er kendt for at have grundlagt Singapore.

## Historie
Stamford Raffles blev født på et skib ud for Jamaica. Hans far var kaptajn og indblandet i slavehandel, men døde pludseligt, da Stamford var fjorten år. Han startede sin karriere som kontorist for Det britiske Ostindiske kompagni. Han blev i 1805 sendt til Penang i Malaysia som embedsmand under den lokale guvernør.
Han viste gode evner i malajisk, hvilket gav ham mulighed for at stige i graderne. I 1811 fik han sat en militærekspedition på benene mod hollænderne, efter at Kongeriget Holland var blevet annekteret af Frankrig. Briterne sejrede i løbet af 1½ måned, og Raffles blev udnævnt til viceguvernør. Han bosatte sig i Buitenzorg (nu Bogor) med en lille gruppe engelske overordnede, men beholdt de fleste hollandske embedsmænd i underordnede stillinger. Han fik hurtigt skabt fred i området og overtalte (med gode og mindre gode midler) lokale prinser til at anerkende den britiske overhøjhed. 
Under sit guvernørstyre fik Raffles stoppet slavehandlen, aktivt bekæmpet opiumhandlen, anførte en ekspedition til det buddhistiske mindesmærke Borobudur og andre lignende monumenter med henblik på at redde dem. Endvidere reformerede han landbrugsproduktionen, herunder ejerskabsforholdene.
Imidlertid døde hans hustru Olivia, og kort efter fik Nederlandene igen magten over Java, hvilket fik Raffles til at vende hjem til England. Samtidig var han blevet beskyldt for embedsmisbrug, hvilket han ville forsvare sig imod. På hjemturen gjorde han i øvrigt ophold på St. Helena, hvor han mødte Napoleon, som han imidlertid ikke brød sig om.
I England fik han genoprettet sit ry og blev nu udnævnt til generalguvernør i Bencoolen (nu Bengkulu). Dette område var imidlertid ikke så blomstrende, og Raffles gik straks i gang med at reformere forholdene efter den model, han havde brugt i Bogor. Han kunne se det strategiske i at have handelsstationer som Bencoolen, trods deres lidt beskedne udkomme, og han så behovet for flere britiske støttepunkter i området i kappestriden mellem Nederlandene og Storbritannien. Det var i den forbindelse, at han etablerede Singapore som en britisk handelsstation 6. februar 1819.
Raffles grundlagde skoler og kirker for de indfødte i Singapore, og han lod missionærer og handel blomstre. Samtidig voksede der hurtigt en by op, der var delt i en europæisk og en lokal del. I de følgende år fungerede han som guvernør og leder af både Bencoolen og Singapore, men han blev udsat for personlige tragedier, da tre af hans børn døde af sygdom inden for kort tid. Han fik gennemført en plan for Singapores udvikling, inden han i 1824 vendte hjem til England med sin anden hustru og sit eneste overlevende barn. Både han og hustruen led af dårligt helbred og måtte i behandling. Raffles havde planer om at stille op til parlamentet, men nåede ikke at gennemføre dette. I stedet fik han grundlagt London Zoo samt det zoologiske societet i London, hvis første præsident han var.
1. ↑  Navnet er anført på engelsk og stammer fra Wikidata hvor navnet endnu ikke findes på dansk.